# Vallesia laciniata
Vallesia laciniata är en oleanderväxtart som beskrevs av S. Brandeg.. Vallesia laciniata ingår i släktet Vallesia och familjen oleanderväxter. Inga underarter finns listade i Catalogue of Life.